# Secret
Pour les articles homonymes, voir Secret (homonymie).

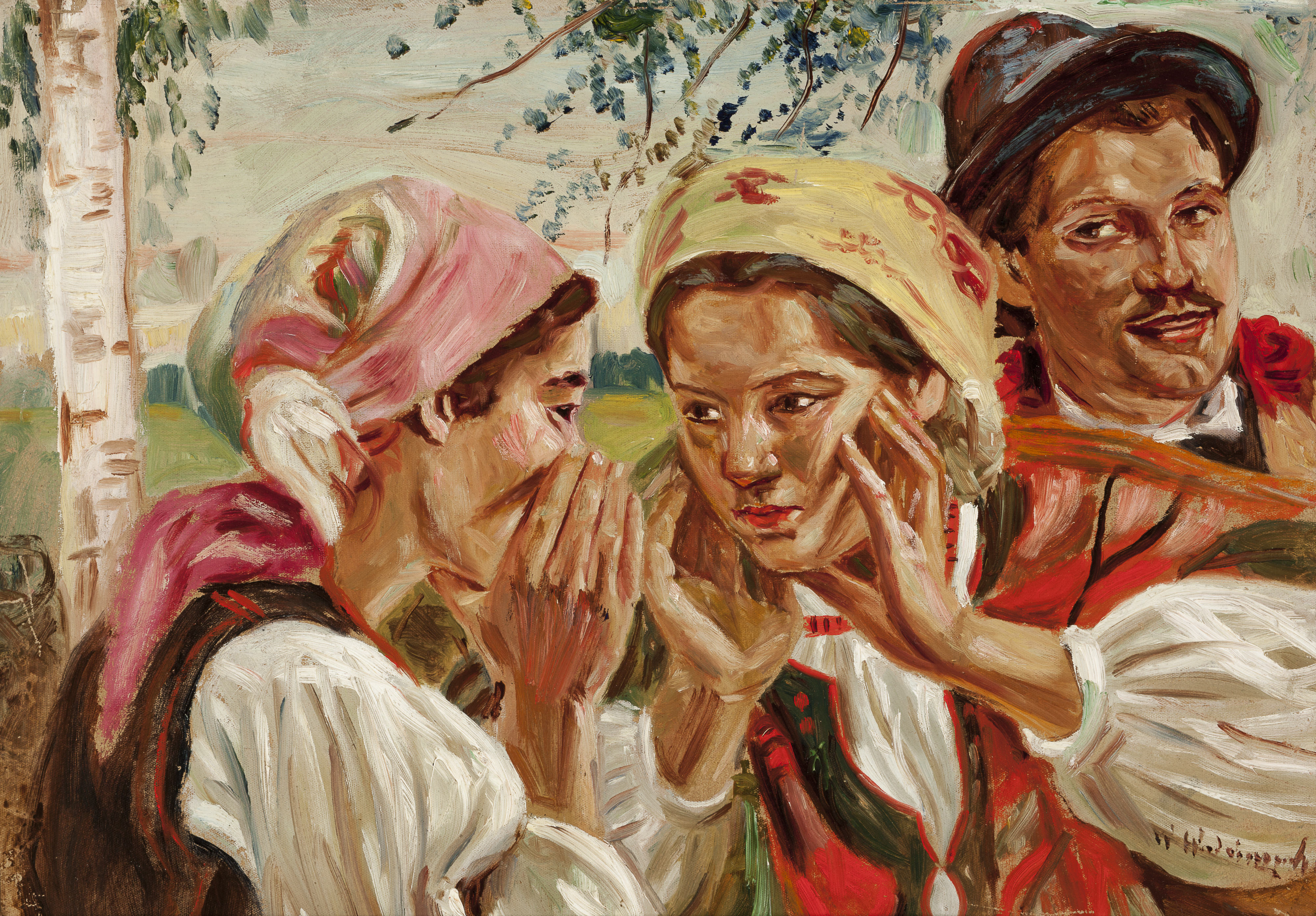
Secrets, peinture de Wincenty Wodzinowski.

Un secret (du latin secretus) est une information délibérément cachée ; tandis qu'une connaissance inaccessible est un mystère.
Les deux notions peuvent se confondre dans l'usage, mais la possibilité de révéler un secret marque leur différence, tout comme le fait qu'une formule, une figure, un ouvrage proposant un mystère insondable puissent être secrets, comme il arrive dans l'ésotérisme. Le dévoilement du secret, qui conclut le roman-jeu, est un ressort de la narration et du théâtre, objet de l'énigme et procédé de la rhétorique.
Le secret protège ceux qui s'en entourent de la pression des autres. Il est central dans la constitution d'une société secrète, et déterminant dans la stratégie et dans l'existence même de la personnalité. Un mot de passe est secret pour les personnes non autorisées.

## Sens classique
Le mot « secret » désignait autrefois un compartiment caché dans un meuble de type « secrétaire » aussi bien que la procédure nécessaire pour l'ouvrir, comme la combinaison d'un coffre-fort. L'expression code secret pour désigner un code d'identification personnelle conserve ce sens.
« Mettre au secret » une personne, un prisonnier, c'est le séparer des autres, de sorte qu'il ne puisse communiquer.
La stéganographie et la cryptographie collaborent dans la transmission de messages secrets, la première en dissimulant le message dans un flux anodin, la seconde en rendant le message incompréhensible pour qui n'en a pas la clé. Le secret, en effet, n'acquiert tout son sens que lorsqu'il est partagé, et le perd lorsqu'il est connu de tous.

### Usage libre
La souplesse de la langue permet d'utiliser le mot « secret » par métonymie. Il désigne alors une situation plus ou moins proche de celle du secret. Lorsqu'on parle du « secret de l'art de Delacroix », il s'agit à proprement parler d'un mystère — aucune explication ne saurait en venir à bout, comme celui de n'importe quel savoir-faire. On pourra aussi trouver des ouvrages qui annoncent un dévoilement de « secrets » dont le contenu est entièrement public et peut s'enseigner, mais est peu connu, comme « les secrets de la langue française ».

## Raisons du secret
Le secret peut relever de plusieurs motifs légitimes.

### Secret de la vie privée
Le principe de la non-divulgation de ce qui appartient au domaine privé de la personne fait partie de ses droits fondamentaux. Il fonde 
- le secret bancaire, bien qu'une forte argumentation affirme qu'il doit avoir des limites, dans le cas de fonds liés à des crimes ou des délits, ou quand la personne concernée a du pouvoir sur les finances publiques ;
- le secret professionnel quand il lie un spécialiste qui serait informé de faits confidentiels concernant une personne physique et notamment le secret médical[7] ;
- le secret de la correspondance protège l'expression particulière, soit par courrier, soit dans les télécommunications ;
- le secret de famille épargne dans l'esprit de ceux qui le pratiquent la honte de l'exposition — avec, de l'opinion des psychologues, d'importantes conséquences à long terme.

Ce secret est aussi une obligation sociale et même parfois légale. L'exhibition des organes sexuels est presque partout réprouvée, celle de l'intimité est une forme d'obscénité.
Une grande partie de la vie psychique est un mystère. On ne peut exiger d'une personne qu'elle livre tous ses secrets : elle ne les connaît pas elle-même avant de les avoir construits ou reconstruits dans son introspection. La psychanalyse vise à transformer ainsi les aspects douloureux de la vie inconsciente.
Il arrive que des personnes traitent une affaire dont ils ne sont pas fiers comme un secret, alors que plusieurs personnes de leur entourage sont au courant, mais par convenance feignent de l'ignorer. On parle alors de secret de Polichinelle.

### Secret stratégique
Dans la concurrence et la compétition, et d'autant plus qu'elles sont intenses, comme dans la guerre, le secret sur les ressources et sur les projets est d'une importance capitale, d'où
- le secret militaire — que régissent les règles du Secret défense — est l'objet de l'activité des services de renseignement militaire et leur espions ou agents secrets ;
- le secret industriel protège les projets qu'une entreprise ne peut pas, ou pas encore, publier et protéger légalement par un brevet ou par le droit des dessins et modèles — un accord de non-divulgation peut mettre ce secret en commun ;
- le secret d'État se constitue, ou se maintient, quand une autorité estime que la divulgation d'une information causerait des dommages insupportables — en conflit permanent avec le droit à l'information, le secret d'État est souvent temporaire ;
- le secret auquel un accord de non-divulgation astreint les professionnels, — en premier lieu les secrétaires — qui font partie ou sont en relation avec une organisation (personne morale) est nécessaire à la confiance.

### Secret des délibérations
Une délibération, qui exige des participants une évolution de point de vue sous l'influence les uns des autres, pour arriver sans pression extérieure à une synthèse ou un compromis, se déroule le plus souvent dans le secret. Le secret des délibérations est la règle pour un jury populaire et pour de nombreuses instances.
D'une façon similaire
- le secret de l'Instruction couvre tous les actes d'enquête, qui, s'ils étaient dévoilés avant la clôture, pourraient donner, faute d'un élément survenu plus tard, une idée distordue des faits ;
- le secret de l'isoloir, protège l'expression individuelle d'un choix, en le rendant anonyme ;
- le secret commercial —  qu'organise le droit du secret des affaires — constitue une exception à l'organisation du marché qui permet la négociation.

## Luttes autour du secret
Les raisons qui fondent le secret s'opposent à d'autres nécessités de la vie sociale. Au secret médical s'opposent des considérations de santé publique en ce qui concerne les individus dangereux pour autrui du fait d'une maladie contagieuse. L'interdiction de certaines ententes entre agents économiques limite le secret des affaires. Le respect du secret est le résultat d'un équilibre, d'un consensus que l'on peut contester. Comme un secret éveille la curiosité avant même la suspicion, les controverses autour d'un secret réel ou supposé sont inévitables. « Le dosage entre secret et transparence est aussi un enjeu de pouvoir ».

### Lien social
Si le secret protège et définit l'individu, il fait obstacle aux relations en même temps qu'il les construit. Instruire une personne d'un de ses secrets, c'est fonder une petite société, ou l'y admettre si cette société existe déjà. Ce secret partagé a aussi le pouvoir d'irriter ceux qui s'estimeraient en droit d'en être membre, mais n'y sont pas reçus.
Cette réaction se retrouve quand les organisations, particulièrement quand elles exercent un pouvoir —  famille, entreprise, État — restreignent la diffusion des informations. La transparence se présente comme un remède, mais faute de se prémunir contre le voyeurisme et contre la confusion entre savoir et secret, elle devient totalitarisme, attaquant le fondement de l'individualité.
Hannah Arendt partage le point de vue de Friedrich Nietzsche, selon lequel « tout esprit profond a besoin d'un masque », en l'appliquant à l'action publique, où le secret de l'intimité est nécessaire. L’acteur dans l'espace public joue un personnage, sans que ce jeu soit nécessairement inauthentique. Il préserve ainsi sa liberté et se protège de l’hypocrisie qui consiste à se prendre réellement pour le rôle que l’on joue. Le domaine de l'action « n'enveloppe pas le tout de l'existence de l'homme et du monde ». Selon  Arendt, comme le monde politique est fait d'apparences, il ne peut s'étendre à l'intimité qui doit donc rester secrète.
Dans La Mise en scène de la vie quotidienne, Erwing Goffman classe les secrets en usage dans les groupes humains. Si le secret inavouable était connu, le groupe humain qui le partage perdrait toute crédibilité ; mais les pratiques nécessaires à son maintien ont tendance à cimenter le groupe. Le secret stratégique protège les véritables intentions du groupe ; les personnes extérieures n'en doivent connaître que ce qu'il veut en dire. Leur divulgation aurait des conséquences négatives pour le groupe, mais ces secrets sont souvent révélés lorsque les enjeux sont passés, alors que les secrets inavouables ne le sont, autant que possible, jamais. Les secrets d'initiés marquent l'appartenance à un groupe, sans avoir d'importance dans la stratégie de ce groupe vis-à-vis de l'extérieur. La plupart des informations qui circulent dans un groupe sont des secrets d'initiés. S'ils sont révélés accidentellement, le groupe en formera d'autres. Enfin, des secrets comme les confidences sont destinés à être divulgués. Ils permettent de donner à une personne l'illusion d'être privilégiée.
De nombreux comportements contradictoires se développent autour de ces secrets de société. Le délateur, l'espionne, le traître participent au groupe, alors qu'elle agit en faveur d'un autre. Le comparse semble extérieur au groupe dont fait partie. L'exemple de la claque au théâtre est bien connu. Il existe ainsi de nombreux rôles sociaux en rapport avec la transmission ou la divulgation des secrets d'un groupe par rapport à un autre.

## Psychologie
Le secret s’oppose en partie à la sincérité. Il implique toujours la réserve, et souvent la dissimulation. Il faut parfois ne pas laisser supposer l'existence d'un secret. Le mensonge est souvent l'auxiliaire de cette apparence feinte. Le mensonge vient couvrir le secret, chaque mensonge est un nouveau secret, l'accumulation de mensonges en tous sens constitue un écran de fumée autour de cette prolifération de secrets. Cette conséquence banale dans des relations privées comme l'adultère, décrite au théâtre et dans la littérature, intéresse l'historien quand il s'agit d'affaires d'État.

## Philosophie
Martin Heidegger attribue au secret « un rôle essentiel dans l'avênement de la vérité » de l'être de toute chose, dont le mystère, qui intéressait les premiers penseurs grecs, est « devenu une énigme à résoudre », un secret à dévoiler. Pour raisonner sur cette différence, il emploie des notions plus large comme le cèlement (Verborgenheit), qui inclut toutes les formes impliquant ou non « une activité subjective qui consiste à cacher, dissimuler ou camoufler » . Les « paroles fondamentales » de la philosophie abritent l’origine et portent son versant secret, toujours oublié et dont la reconstitution, une fois rétablie, rend à notre histoire sa clôture ; afin que la « question de l’être », enfin pensée comme question, puisse être abandonnée, pour s’engager dans la question de l’être comme histoire (Kehre) et de clore l’histoire (Ereignis).
Pierre Boutang distingue quatre formes de secrets, qui n'existent que dans la limite, paraissent sans apparaitre, séparés mais qui se livrent à l'intérieur de cette séparation : le secret qualitatif (taire, dire, communiquer) ; le secret quantitatif (retenir, divulguer, transmettre), le secret relationnel (garder, trahir, confier) et le secret modalitatif (adhérence, conformité, salut). Le psychanalyste Alain Vanier résume ainsi la pensée de Boutang : « le secret tient à la révélation mais ce n'est pas la sienne ». Kostas Axelos étudie l'impensé, au seuil de la mort, le secret des secrets, et le souci de la rationalité technique qui meut l'homme contemporain.
Sceptiques, les philosophes du langage, Ludwig Wittgenstein, Stanley Cavell, Jacques Bouveresse, Sandra Laugier et autres, critiquent le mythe du secret, de l'interiorité ou du privé.